# Radbod
Radbod či Redbad (7. století? - 719) byl král nebo vévoda Fríského království přibližně od roku 680 až do své smrti v roce 719. Je považován za posledního nezávislého vládce Fríska před franskou nadvládou. V roce 716 porazil v bitvě u Kolína nad Rýnem Karla Martela. V dalších bojích ho Karel Martel porazil a přinutil obyvatele Fríska, aby se podrobili. Radbod zemřel v roce 719. Jeho nástupci ještě několik let bojovali proti franské nadvládě.

## Životopis
Zatímco Radbodův předchůdce Aldgisl nebyl odpůrcem křesťanství ve Fríském království, Radbod se naopak pokoušel křesťanství vymýtit a tím se vymanit z nadvlády merovejského království Franků, kteří se snažili křesťanství šířit. V bojích o nezávislost byl Radbod v roce 689 poražen Pipinem II. Prostředním v bitvě u Dorestadu a byl nucen Frankům postoupit území Frisia Citerior. V letech 690 až 692 Pipin dobyl i Utrecht, čímž Frankové získali kontrolu nad důležitými obchodními cestami po Rýně až k Severnímu moři. Některé zdroje uvádějí, že po této porážce se Radbod v roce 697 stáhl na ostrov Helgoland. Jiné zdroje uvádějí, že se stáhl do jedné z částí Fríska.
Na území Fríska bylo několik kostelů a klášterů založených Willibrordem. Ve snaze dosáhnout příměří bylo v roce 711 v kamenném kostele svatého Martina uzavřeno manželství mezi Grimoaldem Mladším, nejstarším synem Pipina a Theudesindou, dcerou Radboda, ale po Pipinově smrti v roce 714 převzal iniciativu znovu Radbod. Přinutil svatého Willibrorda a jeho mnichy uprchnout a postupoval na jih, kde v roce 716 v bitvě u Kolína nad Rýnem porazil Karla Martela, Pipinova dalšího syna. Král Radbod byl na konci svého života, údajně tak mocný, že stačila jediná zpráva o jeho účasti na vojenském tažení, aby naplnila franské království strachem a třesem. Nakonec však Karel Martel zvítězil a přinutil Radboda, aby se podrobil. Radbod zemřel v roce 719, ale jeho nástupci ještě několik následující let se snažili bojovat proti franské nadvládě.
V roce 2018 uvedla nizozemská produkční společnost Farmhouse film Cesta válečníka založený na historické postavě Radboda. Režisérem filmu byl Roel Reiné. Roli Radboda ztvárnil Gijs Naber, roli Pipina pak herec Jonathan Banks.